# Matou, chat des champs et Souriceau
Matou, chat des champs et Souriceau (Punkin' Puss & Mushmouse) est une série télévisée d'animation américaine en 23 épisodes de 6 minutes, créée par Hanna-Barbera Productions et diffusée de 1964 à 1966. En France, la série a été diffusée à partir de 1981 sur la chaîne Antenne 2 dans l'émission Récré A2.

## Synopsis
Matou est un chat paysan qui vit dans une maison dans les bois. Il est ennuyé par une souris qui y vit aussi, Souriceau, et essaye de s'en débarrasser par tous les moyens.

## Fiche technique
- Titre original : Punkin' Puss & Mushmouse
- Titre français : Matou, chat des champs et Souriceau
- Réalisateur : William Hanna, Joseph Barbera
- Scénaristes : Tony Benedict, Warren Foster, Dalton Sandifer
- Musique : Nelson Brock
- Production : William Hanna, Joseph Barbera
- Sociétés de production : Hanna-Barbera Productions
- Société de distribution :
- Pays d'origine : États-Unis
- Langue : anglais
- Nombre d'épisodes : 23 (1 saison)
- Durée : 6 minutes
- Dates de première diffusion :
- États-Unis : 14 janvier 1964
- France : 1981

## Distribution

### Voix françaises
- Roger Carel: Matou
- Guy Pierrauld : Souriceau

### Voix originales
- Allan Melvin : Matou
- Howard Morris : Souriceau

## Épisodes
| nº | Titre original            | Titre français |
| -- | ------------------------- | -------------- |
| 1  | Callin' All Kin           |                |
| 2  | Small Change              |                |
| 3  | Hornswoggled              |                |
| 4  | Muscle Tussle             |                |
| 5  | Cat Nipped                |                |
| 6  | Army Nervy Game           |                |
| 7  | Seein' Is Believin'       |                |
| 8  | Courtin' Disaster         |                |
| 9  | A Tale Of Two Kitties     |                |
| 10 | Chomp Romp                |                |
| 11 | Catch As Cat Can Day      |                |
| 12 | Jump Bumps                |                |
| 13 | Nowhere Bear              |                |
| 14 | Legend Of Bat Mouseterson |                |
| 15 | Super Drooper             |                |
| 16 | Pep Hep                   |                |
| 17 | Shot At And Missed        |                |
| 18 | The Mouse From S.O.M.P.   |                |
| 19 | Host Of A Ghost           |                |
| 20 | Feudal Feud               |                |
| 21 | Heir Conditioning         |                |
| 22 | Hyde And Shriek           |                |
| 23 | Misfortune Cookie         |                |

## Source
- (en) Matou, chat des champs et Souriceau sur Toonopedia
- (fr) Matou, chat des champs et Souriceau sur Animeka
- Matou, chat des champs et Souriceau sur Planète Jeunesse